# Dąbrówka Mała (województwo łódzkie)
Dąbrówka Mała – wieś w Polsce położona w województwie łódzkim, w powiecie brzezińskim, w gminie Brzeziny.
W miejscowości znajduje się kaplica parafialna pw. Niepokalanego Poczęcia Najświętszej Maryi Panny, będąca siedzibą parafii Kościoła Katolickiego Mariawitów. Wierni Kościoła Starokatolickiego Mariawitów należą do parafii św. Wojciecha i Matki Bożej Szkaplerznej w Lipce. 
W latach 1975–1998 miejscowość administracyjnie należała do województwa skierniewickiego.